# Джон Кавеларс
Джон Кавеларс (англ. J-John Kavelaars, нар. 1966) — канадський астроном, співвідкривач кількох супутників Юпітера, Сатурна, Урана та Нептуна, першовідкривач кількох малих планет, учасник відкриття транснептунового об'єкта 486958 Аррокот, дослідник космічної місії «Нью-Горайзонс».

## Біографія
Кавеларс закінчив середню школу в Гленко в провінції Онтаріо, потім Гвельфський університету та Університету Квінз. Зараз він працює астрономом в Доміньонській астрофізичній обсерваторії у Вікторії в Британській Колумбії.
У ході своєї роботи він взяв участь у відкритті одинадцяти супутників Сатурна, восьми Урана та чотирьох Нептуна, а також близько сотні малих планет. Кавеларс є координатором Канадсько-Французького огляду площини екліптикина телескопі CFHT, — проєкту, присвяченого відкриттю та відстеженню об'єктів у зовнішній Сонячній системі.

## Сім'я
Він є братом канадської актриси Інгрід Кавеларс і канадської спортивної фехтувальниці Моніки Кавеларс.

## Відзнаки
Астероїд 154660 Кавеларс був названий на його честь 1 червня 2007 року його колегою Девідом Баламом.
У 2022 році Кавелаарс отримав нагороду Данлепа Канадського астрономічного товариства за інновації в астрономічному приладобудуванні та програмному забезпеченні. Цією нагородою відзначено внесок Кавеларса в розвиток Канадського центру астрономічних даних, зокрема вдосконалення методів аналізу астрономічних даних за допомогою наукової платформи CANFAR.
У 2022 році Кавеларс отримав нагороду Національної дослідницької ради Дена Вейнера за видатні досягнення в галузі науки й технологій. Ця нагорода була вручена на знак визнання ролі Кавелаарсу у відкритті транснептунового об'єкта 486958 Аррокот і його роботи з дослідження цього об'єкта місією «Нью-Горайзонс».